# 帝汶小樱蛤
帝汶小樱蛤（学名：Tellinides timorensis），是帘蛤目樱蛤科仿樱蛤属的一种。其种加词“timorensis”意为“帝汶的”。主要分布于印度尼西亚、中国大陆、台湾，常栖息在潮间带。